# Hans Kolfschoten

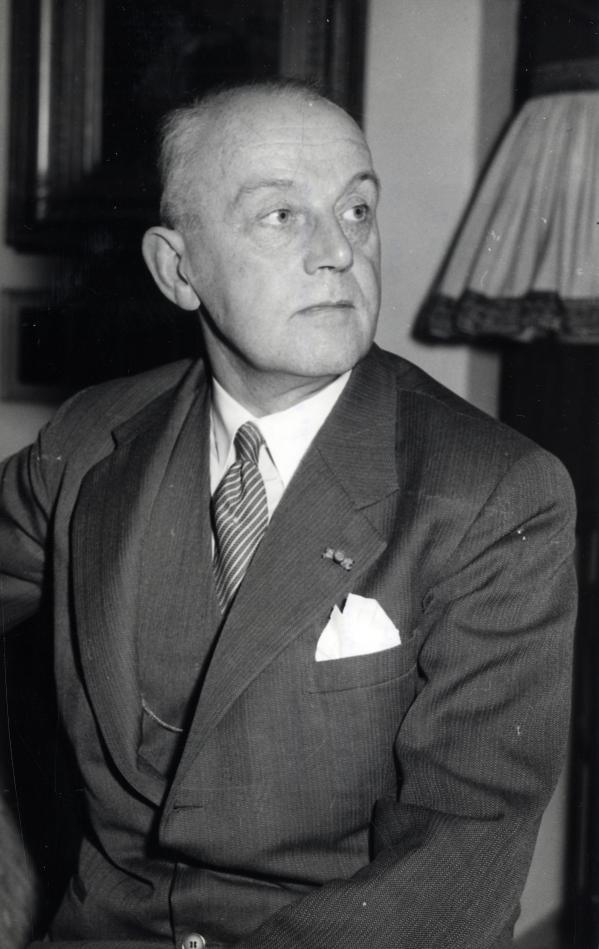
Hans Kolfschoten (1957)

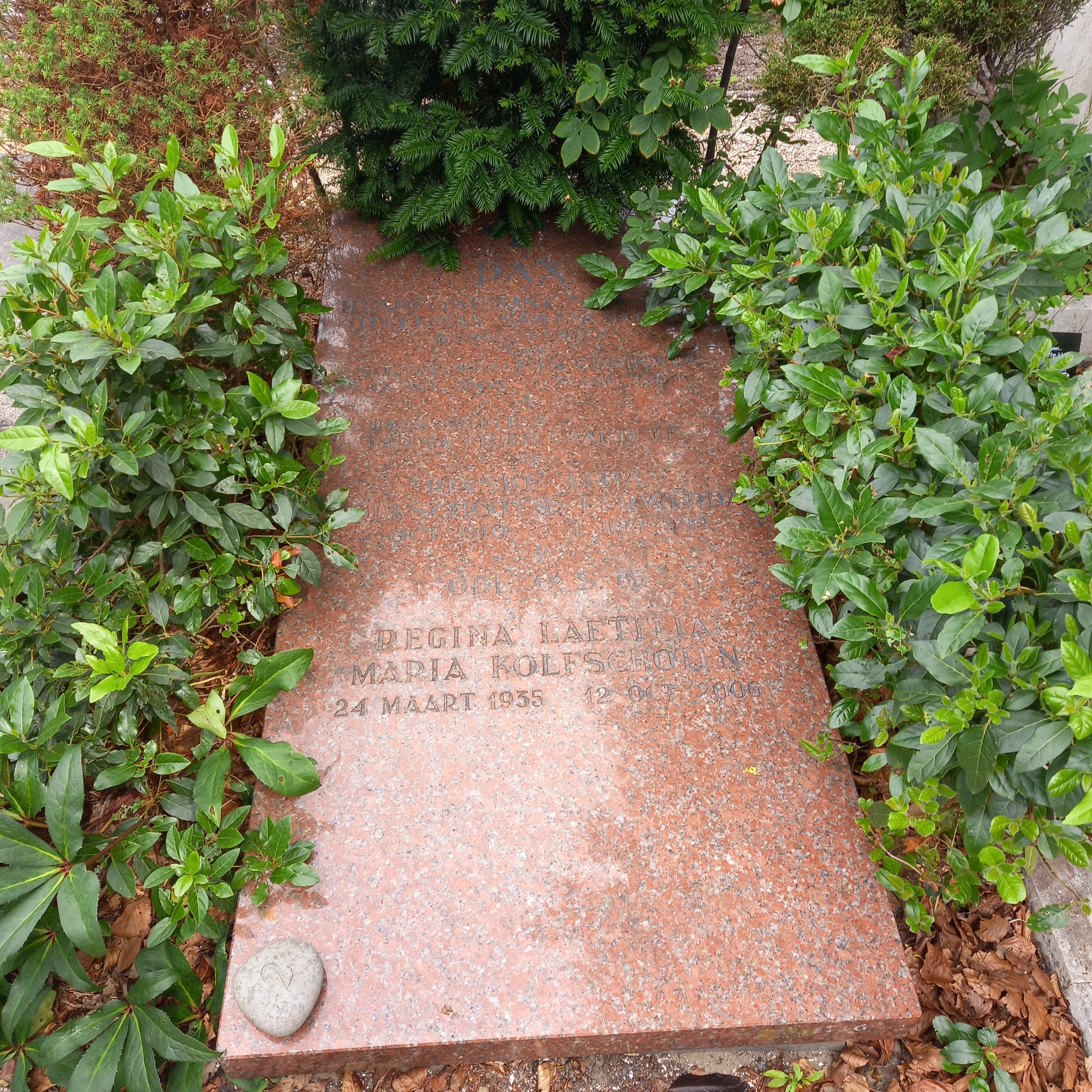
Das Grab von Hans Kolfschoten und seiner Ehefrau Rinske Titia Ferwerda im Familiengrab auf dem katholischen Friedhof Sint Petrus Banden in Den Haag

Henri Anthony Melchior Tieleman „Hans“ Kolfschoten (* 17. August 1903 in Arnhem, Provinz Gelderland; † 2. August 1984 in Den Haag) war ein niederländischer Politiker der Roomsch-Katholieke Staatspartij (RKSP) sowie später der Katholieke Volkspartij (KVP), der vor dem Zweiten Weltkrieg unter anderem Sekretär und Leiter des Parteibüros der RKSP war. Im Kabinett von Ministerpräsident Willem Schermerhorn bekleidete er zwischen 1945 und 1946 das Amt des Justizministers und führte in dieser Zeit eine Reform der Gerichte durch wie zum Beispiel am Hohen Rat der Niederlande (Hoge Raad der Nederlanden), dem obersten ordentlichen Gericht.
Danach war er zwischen 1946 und 1957 Bürgermeister von Eindhoven und engagierte sich insbesondere für die Gründung der Technischen Hochschule Eindhoven 1956. Im Anschluss war er von 1957 bis 1968 Bürgermeister von Den Haag und trat hier für den Bau des Congresgebouw ein, der 1964 begann und 1969 beendet wurde.

## Leben

### Studium und Parteifunktionär der RKSP
Kolfschoten, dessen Vater Richardus Cornelus Johannes Tieleman Kolfschoten Weinhändler und Mitglied des Gemeinderates von Arnhem war, besuchte die Römisch-Katholische Grundschule in Arnhem sowie von 1915 bis 1921 das römisch-katholische Sint Willibrordus College in Katwijk und begann danach 1921 ein Studium im Fach Recht der Niederlande an der Universität von Amsterdam, das er im Oktober 1926 abschloss.
Im Anschluss begann Kolfschoten seine berufliche Laufbahn 1926 als Assistent des Vize-Sekretärs der Roomsch-Katholieke Staatspartij (RKSP) und war danach vom 1. Januar 1927 bis November 1928 selbst Vize-Sekretär der RKSP, ehe er von November 1928 bis Oktober 1938 Sekretär und Schatzmeister der RKSP war. Daneben war er 1927 Vize-Sekretär der RKSP-Kommission für Wahlkreisreglementierung sowie 1928 Sekretär und Schatzmeister des Aktionskomitees des Herman Schaepman-Fonds. Des Weiteren war er zwischen 1928 und 1933 nebenamtlich auch Sekretär von Charles Ruijs de Beerenbrouck, der in dieser Zeit unter anderem zeitweilig Ministerpräsident und Innenminister war.
Im März 1928 wurde er zudem Sekretär der Vereinigung der Vorsitzenden der römisch-katholischen Vereine und war ferner zwischen 1935 und 1938 Sekretär des Rates für Studien und Dokumentation der RKSP, der unter anderem das Grundsatzprogramm der Partei erarbeitete. Im Oktober 1938 wurde er Direktor des Parteibüros der RKSP sowie Zweiter Parteisekretär und bekleidete diese Funktion bis Juli 1941. Nach Kriegsende war er vom 6. Mai bis zum 25. Juni 1945 abermals Direktor des RKSP-Parteibüros.

### Justizminister und Mitglied der Ersten Kammer der Generalstaaten
Am 25. Juni 1945 wurde er von Ministerpräsident Willem Schermerhorn als Justizminister (Minister van Justitie) in dessen Kabinett berufen und bekleidete dieses Ministeramt bis zum 3. Juli 1946. Er führte in dieser Zeit eine Reform der Gerichte durch wie zum Beispiel am Hohen Rat der Niederlande (Hoge Raad der Nederlanden), dem obersten ordentlichen Gericht. Auch initiierte er die Operation Black Tulip, die Vertreibung von deutschen und österreichischen Bewohnern der Niederlande nach dem Zweiten Weltkrieg einschließlich der Beschlagnahmung ihres Vermögens im Wert von rund einer halben Million Euro.
Kolfschoten, der seit dem 22. Dezember 1945 Mitglied der aus der RKSP hervorgegangenen Katholieke Volkspartij (KVP) war, wurde am 23. Juli 1946 Mitglied der Ersten Kammer der Generalstaaten und gehörte dieser bis zum 27. Juli 1946 an. Nach seinem Ausscheiden aus der Regierung wurde ihm am 17. September 1946 das Ritterkreuz des Orden vom Niederländischen Löwen verliehen.

### Bürgermeister von Eindhoven

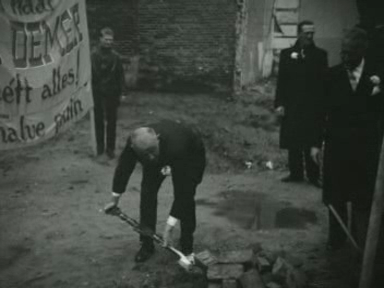
Kolfschoten als Bürgermeister von Eindhoven bei symbolischen Wiederaufbauarbeiten in der Innenstadt (1953)

Am 14. August 1946 wurde Kolfschoten durch Königlichen Beschluss als Nachfolger von Anton Verdijk zum Bürgermeister von Eindhoven ernannt und bekleidete dieses Amt vom 1. September 1946 bis zum 10. Februar 1957.
Zugleich war er 1948 Mitglied der vom Zentrum für politische Bildung (Centrum voor Staatkundige Vorming) eingesetzten Kommission für die Erarbeitung eines Parteiengesetzes sowie zwischen dem 12. Juli 1949 und dem 15. Juli 1952 erneut Mitglied der Ersten Kammer der Generalstaaten. Außerdem gehörte er der von Januar 1953 bis Januar 1954 ebenfalls vom Zentrum für politische Bildung eingesetzten und unter dem Vorsitz von Wim van der Grinten stehenden Parteikommission für die staatliche Einheit der niederländischen Katholiken an. Als Eindhovener Bürgermeister solcher engagierte er sich insbesondere für die Gründung der Technischen Hochschule Eindhoven 1956.
Kurz vor Beendigung seiner Amtszeit als Bürgermeister verlieh ihm die Stadt Eindhoven am 30. Januar 1957 den Goldenen Pfennig (Gouden Penning). Sein Nachfolger als Bürgermeister von Eindhoven wurde 1957 Charles van Rooy, der bisherige Bürgermeister von Venlo.

### Bürgermeister von Den Haag

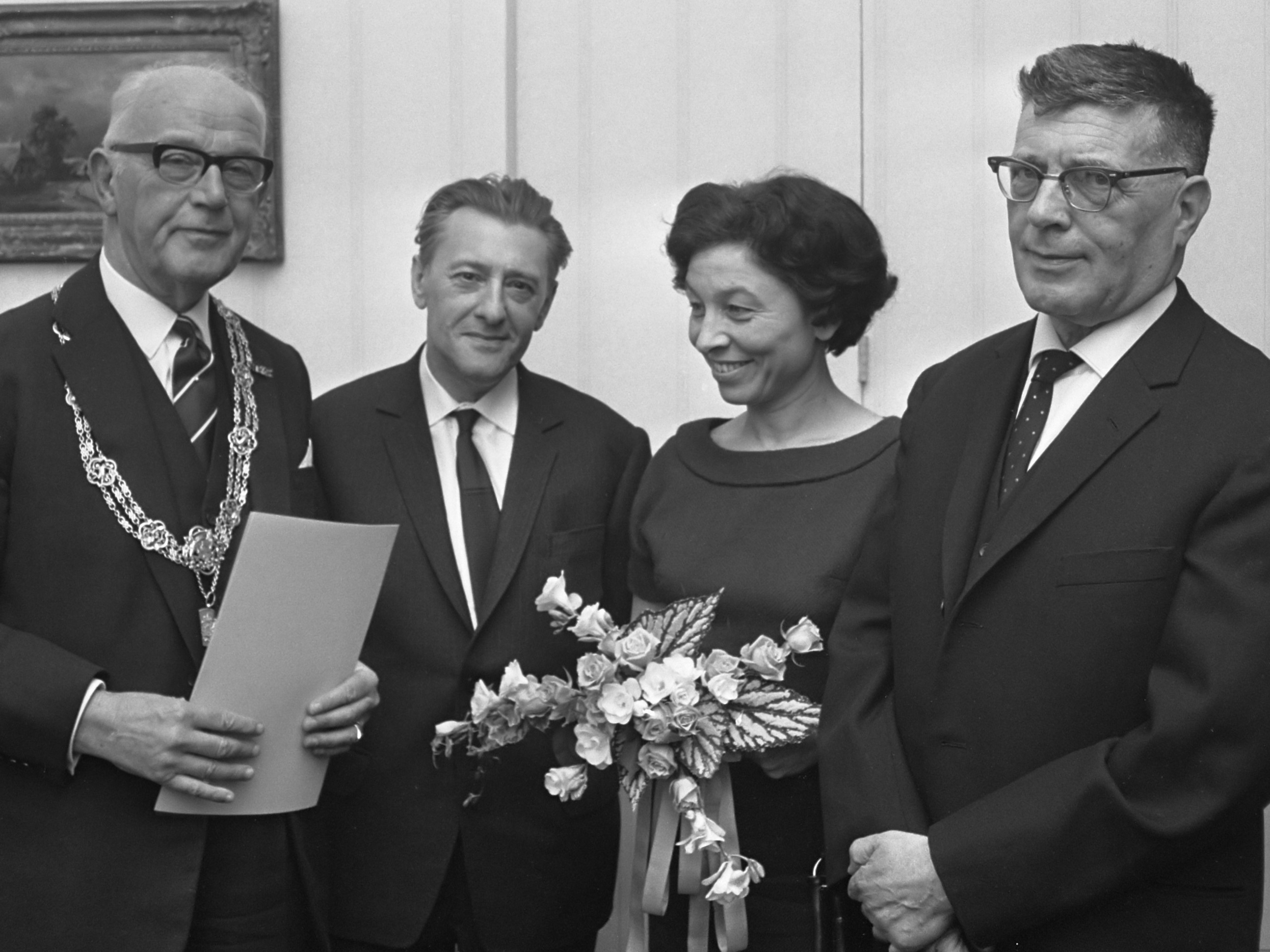
Kolfschoten als Bürgermeister von Den Haag bei der Verleihung des Preises des Jan Campert-Stiftung an Louis Paul Boon, Hanny Michaelis und Jacques Presser (1967)

Durch Königlichen Beschluss vom 7. Januar 1957 wurde er selbst wiederum als Nachfolger von Frans Schokking zum Bürgermeister von Den Haag ernannt und bekleidete dieses Amt vom 10. Februar 1957 bis zu seiner Ablösung durch den früheren Ministerpräsidenten Victor Marijnen am 1. November 1968. Als Den Haager Bürgermeister trat er für den Bau des Congresgebouw ein, der 1964 begann und 1969 beendet wurde.
Für seine Verdienste als Bürgermeister wurde er am 12. Mai 1965 zum Kommandeur des Orden von Oranien-Nassau sowie am 2. September 1968 zum Großoffizier dieses Ordens ernannt. Ferner wurde er im Oktober 1968 auch Ehrenbürger von Den Haag.
Aus seiner am 4. Oktober 1932 in Amsterdam geschlossenen Ehe mit Rinske Titia Ferwerda gingen ein Sohn und fünf Töchter hervor.